# Monte Santa Helena
Monte Santa Helena (em inglês:  Mount St. Helens) ou Louwala-Clough (conhecido como Lawetlat'la pelos povos indígenas cowlitz e como Loowit pelos klickitats) é um vulcão ativo localizado no condado de Skamania, Washington, na região do Noroeste Pacífico dos Estados Unidos. Situa-se a 154 km ao sul da cidade de Seattle e 80 km a nordeste de Portland, no Oregon. O Monte Santa Helena recebeu esse nome por conta do diplomata britânico Lord St Helens, um amigo do explorador George Vancouver, que fez um levantamento da região no final do século XVIII. O vulcão está localizado na Cordilheira das Cascatas e é parte do Arco Vulcânico das Cascatas, um segmento do Anel de Fogo do Pacífico, que inclui mais de 160 vulcões ativos. Este vulcão é bem conhecido por suas explosões de cinzas e fluxos piroclásticos.

## Erupções
O monte é mais notório por sua catastrófica erupção em 18 de maio de 1980, o mais mortal e economicamente destrutivo evento vulcânico na história dos Estados Unidos. Cinquenta e sete pessoas foram mortas; 250 casas, 47 pontes, 24 km de estradas de ferro e 298 km de rodovias foram destruídos. A maciça avalancha de detritos foi desencadeada por um terremoto de magnitude de 5,1 na escala Richter que causou uma erupção vulcânica, que reduziu a elevação do cume da montanha de 2 950 m para 2 549 m e o substituiu por uma cratera de 1,6 km de largura em forma de ferradura.  A avalancha de detritos moveu até 2,9 km³ em volume. O Monumento Nacional Vulcânico do Monte Santa Helena foi criado para preservar o vulcão e permitir estudos científicos.
Tal como acontece com a maioria dos outros vulcões na Cordilheira das Cascatas, o Monte Santa Helena é um grande cone eruptivo que consiste em rocha de lava com intercalações de cinzas, pedra-pomes e outros depósitos. A montanha inclui camadas de basalto e andesito através das quais várias cúpulas de lava de dacito já entraram em erupção. A maior das cúpulas de dacito formou o cume anterior, que foi destruído na erupção de 1980.